# Micrapion dalyi
Micrapion dalyi är en stekelart som beskrevs av Boucek 1974. Micrapion dalyi ingår i släktet Micrapion och familjen Leucospidae.
Artens utbredningsområde är Kenya. Inga underarter finns listade i Catalogue of Life.